# هنري هووبر
هنري هووبر (بالإنجليزية: Henry Judson Hooper)‏ هو سائق سيارة سباق أمريكي، ولد في 13 يناير 1883 في إيكستر في الولايات المتحدة، وتوفي في 29 فبراير 1904 في Dartmouth–Hitchcock Medical Center ‏ في الولايات المتحدة بسبب التهاب الزائدة الدودية.